# クリヴァク型フリゲート
クリヴァク型フリゲート（クリヴァクがたフリゲート；英語: Krivak class frigate）は、ソビエト連邦海軍が運用していた警備艦（SKR）の艦級に対して付与されたNATOコードネーム。ソ連海軍での正式名は1135型警備艦（露: Сторожевые корабли проекта 1135）、計画名は「ブレヴェースニク」（露: «Буревестник»）であった。また、その後1135型の派生型が登場したため、最初の 1135型はクリヴァク-I型（Krivak-I class）と呼ばれるようになった。

## 概要
就役当初、1977年6月28日以前は大型対潜艦（BPK）と類別されており、2等艦としては初めて対潜ミサイルを搭載するなど、極めて強力な対潜戦能力を備えていた。その頃のソ連艦艇にしてはすっきりした外見から、西側では「ハンサム・クラス」とも渾名された。その優れた設計から、国境軍向けの国境警備艦型も含めて多数の派生型が開発されており、1960年代の登場以後、2010年代においても建造が続いている。
ソ連海軍向けには1135型×21隻、1135-M型×11隻の計32隻が建造された。1977年までは大型対潜艦に分類されたが、それ以降すべての艦は警備艦に分類された。それらのうち、ウクライナ海軍が引き取った3隻を除く29隻がロシア海軍で運用され、加えて2000年代初頭にはインド海軍へ引き渡す前の11356型3隻が一時的にロシア海軍に在籍した。
1980年代にはソ連国家保安委員会（KGB）海上国境警備隊向けに派生型である11351型×7隻が建造され、すべてロシア国境軍へ継承された。
ソビエト連邦の崩壊後には ウクライナ海軍は、元ソ連海軍所属の 3隻のほかに11351型2隻を新造で獲得した。しかし、そのうち 1隻は竣工せずに解体されている。
また11356型がインド海軍向けに 6隻建造された。11356型の派生型である11356-M型は、ロシア海軍向けに6隻が建造開始されたが、うち2隻は建造中にインド海軍に売却されることになった。
ロシアにおいて、これらの派生型のうち、11353型と 11352型は警備艦、 11351型は国境警備艦пограничный сторожевой корабль）、 11356型と 11356-M型は警備艦ならびにフリゲートに分類されている。なお、11353型、11352型、11351型、11356型は、当初はそれぞれ 1135.3型、1135.2型、1135.1型、1135.6型と表記されていた。今日でもそう表記される場合があるが、今日正式にはピリオドは入れないことになっている。インド海軍とウクライナ海軍では、全艦をフリゲート（英語: frigate、ウクライナ語: фрегат）に分類している。
| 設計番号 | 設計暗号（意味）                 | 艦級                                   | 正式分類          | NATO 名             | 発注 | 年   |
| -------- | -------------------------------- | -------------------------------------- | ----------------- | ------------------- | ---- | ---- |
| 1135     | 「ブレヴェースニク」（水薙鳥）   | 「ブジーチェリヌイ」級                 | 大型対潜艦→警備艦 | クリヴァク-I        |      | 1970 |
| 1135-M   | 「ブレヴェースニク-M」（水薙鳥） | 「ベススメーンヌイ」級                 | 大型対潜艦→警備艦 | クリヴァク-II       |      | 1975 |
| 11351    | 「ネレーイ」（ネーレウス）       | 「メンジンスキー」級                   | 国境警備艦        | クリヴァク-III      |      | 1983 |
| 1 11351  | 「ネレーイ」（ ネーレウス ）     | 「ヘーチマン・サハイダーチュヌィイ」級 | フリゲート        | 3A クリヴァク-III   |      | 1992 |
| 1135A    | -                                | -                                      | 警備艦            | -                   |      | -    |
| 11353    | -                                | 「ジャールキイ」級                     | 警備艦            | 改クリヴァク-I      |      | 1984 |
| 11352    | -                                | 「プィールキイ」級                     | 警備艦            | 1C 改クリヴァク-I   |      | 1991 |
| 11356    | -                                | 「ドゾールヌイ」級                     | 警備艦            | 改クリヴァク-III    |      | 2002 |
| 6 11356  | -                                | 「タルワー」級                         | フリゲート        | 3C 改クリヴァク-III |      | 2003 |
| 11356-M  | -                                | 「アドミラール・グリゴローヴィチ」級   | フリゲート        | -                   |      | 2013 |

1. ↑  改クリヴァク、クリヴァク-IV とも呼ばれる。
2. ↑  クリヴァク-IV とも呼ばれる。

## 来歴
冷戦構造の成立当初、ソ連海軍は西側の空母機動部隊の侵入阻止を主任務として構想していた。しかし1960年前後より、アメリカ海軍をはじめとする北大西洋条約機構（NATO）諸国軍において潜水艦発射弾道ミサイル搭載原子力潜水艦（SSBN）の配備が進展しつつあり、これへの対抗策が急務となった。この情勢を受けて、1961年12月30日、ソ連共産党政治局および閣僚会議は、第1180号-510議決により、従来のソ連海軍で採択されてきた対水上・対地火力投射というドクトリンを廃し、かわって対潜戦を重視することを正式に決定し、後の1966年5月19日には新艦種として大型対潜艦（BPK）が創設された。
しかし1960年代初頭に計画が進められていた艦は、1等艦（巡洋艦級）としては1134型対潜・防空防衛艦（クレスタ-I型）、2等艦（駆逐艦級）としては61型対潜・防空警備艦（カシン型）と、いずれも対潜ミサイルを欠くなど、対潜戦能力に関しては比較的限定的なものであり、対潜戦重視に方針転換した新世代の艦艇の開発が求められた。1等艦においては、1134型をもとに対潜ミサイルを搭載するなど所要の改正を施した1134A型（クレスタ-II型）および1134B型（カーラ型）の配備に移行した。これらは、同世代のアメリカ海軍のミサイル巡洋艦と比べても十分に強力な対潜艦であったものの、ソ連の造船産業はこのような大型で複雑な艦を大量生産する能力を持っていなかったため、ソ連海軍は、2等艦においても対潜艦を整備する必要があった。しかし61型対潜・防空警備艦は防空艦として優秀であったこともあって建造が続行され、対潜艦は並行して開発されることになった。
1964年に戦術・技術規則が承認され、ゼレノドーリスク企画設計局から引き継いだ北企画設計局が開発を担当することとなった。設計は1966年に完了し、この年に新設された大型対潜艦に分類された。2等艦であったので、一般に 2等大型対潜艦（большой протиболодочный корабль 2 ранга）と呼ばれた。

## 設計・装備

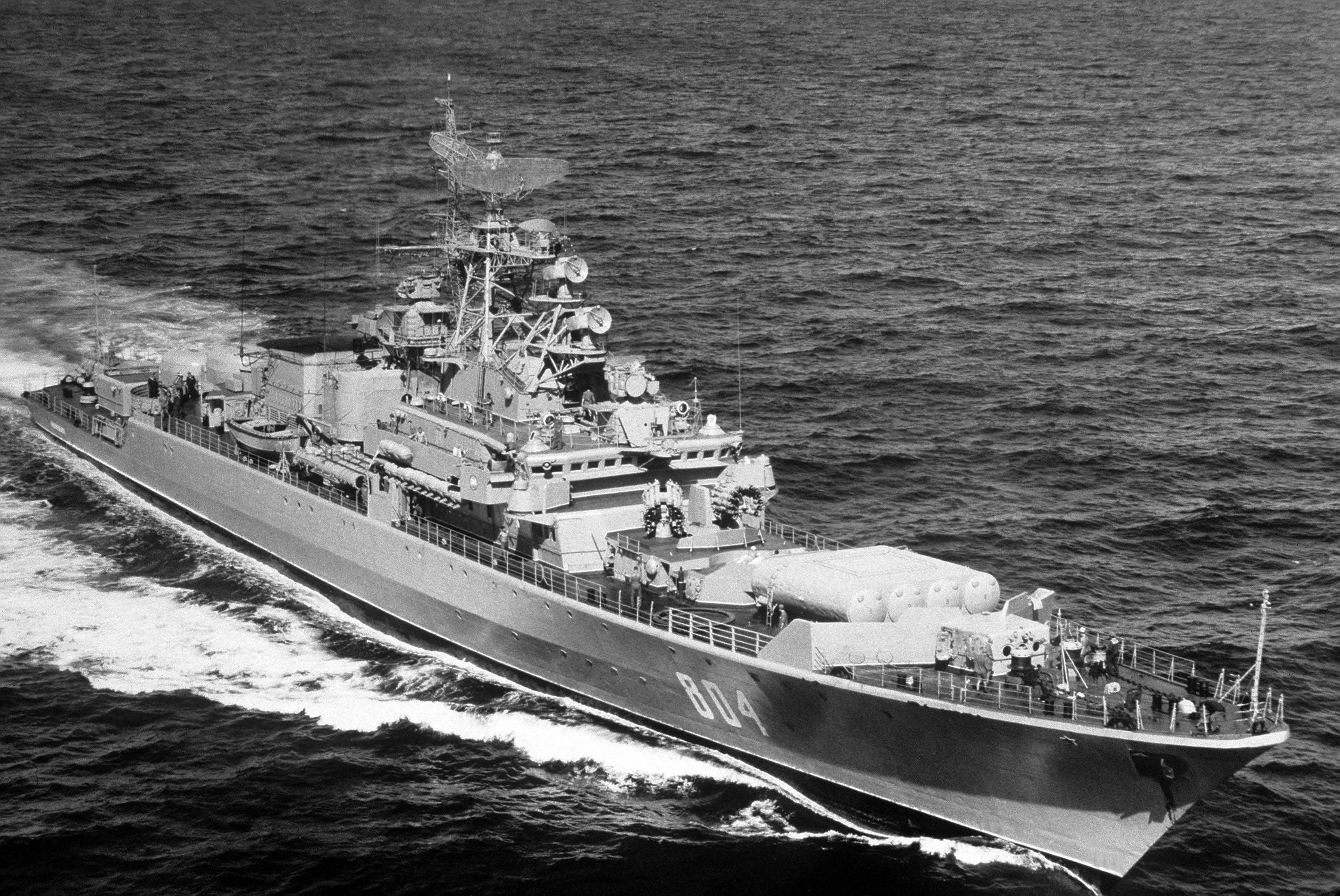
クリヴァク-I型「ラジーチェリヌイ」。船首に主兵装のミサイル発射機 KT-M-1135 と対潜ロケット砲 RBU-6000を備える。

本型は3,000トン程度の比較的小型の排水量を持ち、紛争海域や領海内における船団護衛のための広範囲の任務をこなす能力を持つものとされていた。
2等大型対潜艦として設計された 1135型の主兵装は対潜ミサイルであり、この点で、先行して同じ2等大型対潜艦に分類されていた61型よりも優れた対潜火力を備えている。その発射機は、4発分を横に並べて4連装としたKT-M-1135であり、前甲板に1基が搭載された。ここに収容するミサイルは、当初は85R型が使用されたが、のちに射程を延伸するとともに対艦攻撃能力を付与した85RU型に更新された。システム名称としては、85R型を使用するものはURPK-4「メテル」、85RU型を使用するものはUPK-5 「ラストルブ-B」とされている。またこれを補完して、艦橋前にはRBU-6000 「スメールチ2」12連装対潜ロケット砲が2基並べて配置されているが、これは下位艦種の小型対潜艦と同様の配置であった。また船体中央部両舷には、ChTA-53-1135 533mm 4連装魚雷発射管を 1基ずつ配置した。魚雷は、対潜用のSET-65と対艦用の53-65Kが運用でき、予備魚雷は搭載しない。

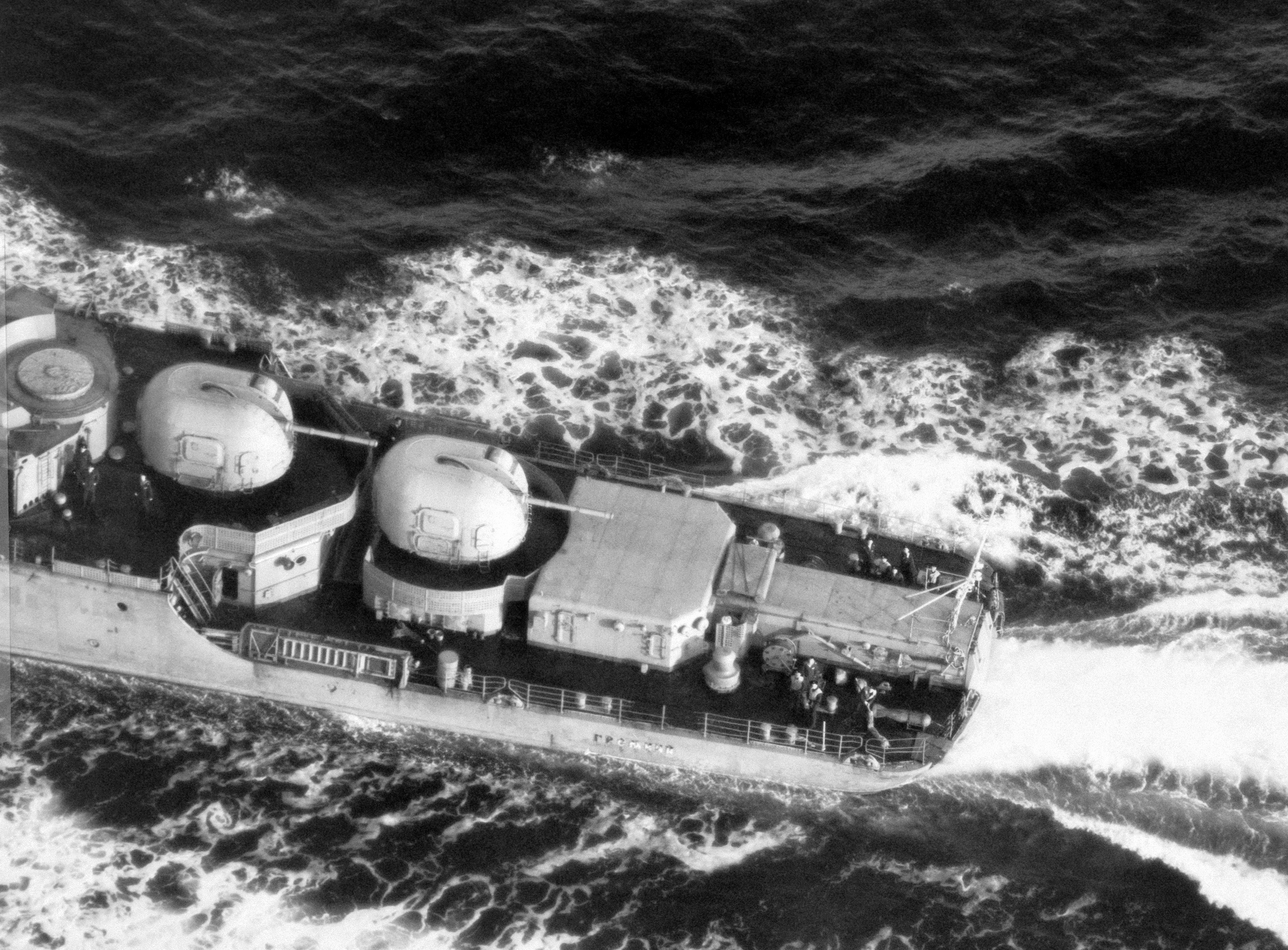
クリヴァク-II型「グロームキイ」の船尾。船首方向から、「オサーMA」の格納所、 2基の AK-100、ソナー格納庫とその上の飛行甲板が見える。

船体の前後には、4K33M 「オサーM」個艦防空ミサイル・システムのZiF-122連装発射機を1基ずつ、ダブルエンダー配置した。船尾には、中口径の両用砲 2基を背負い式に配置した。1135型では 76mm 連装砲 AK-726を採用していたが、現場からの砲撃力向上の要求に応えて1135-M型では 100mm 単装砲 AK-100 に変更された。船尾には、可変深度ソナーを搭載した。 1135-M型では、その収納部上部にヘリコプター甲板が設置された。その他、機雷などの運用能力もある。
海上国境警備隊用の 11351型およびインド向けの11356型は兵装が異なっているが、最大の変更点は船首の対潜ミサイル・システムの廃止と船尾へのヘリコプター用の格納庫と飛行甲板の設置である。

## クリヴァク-I

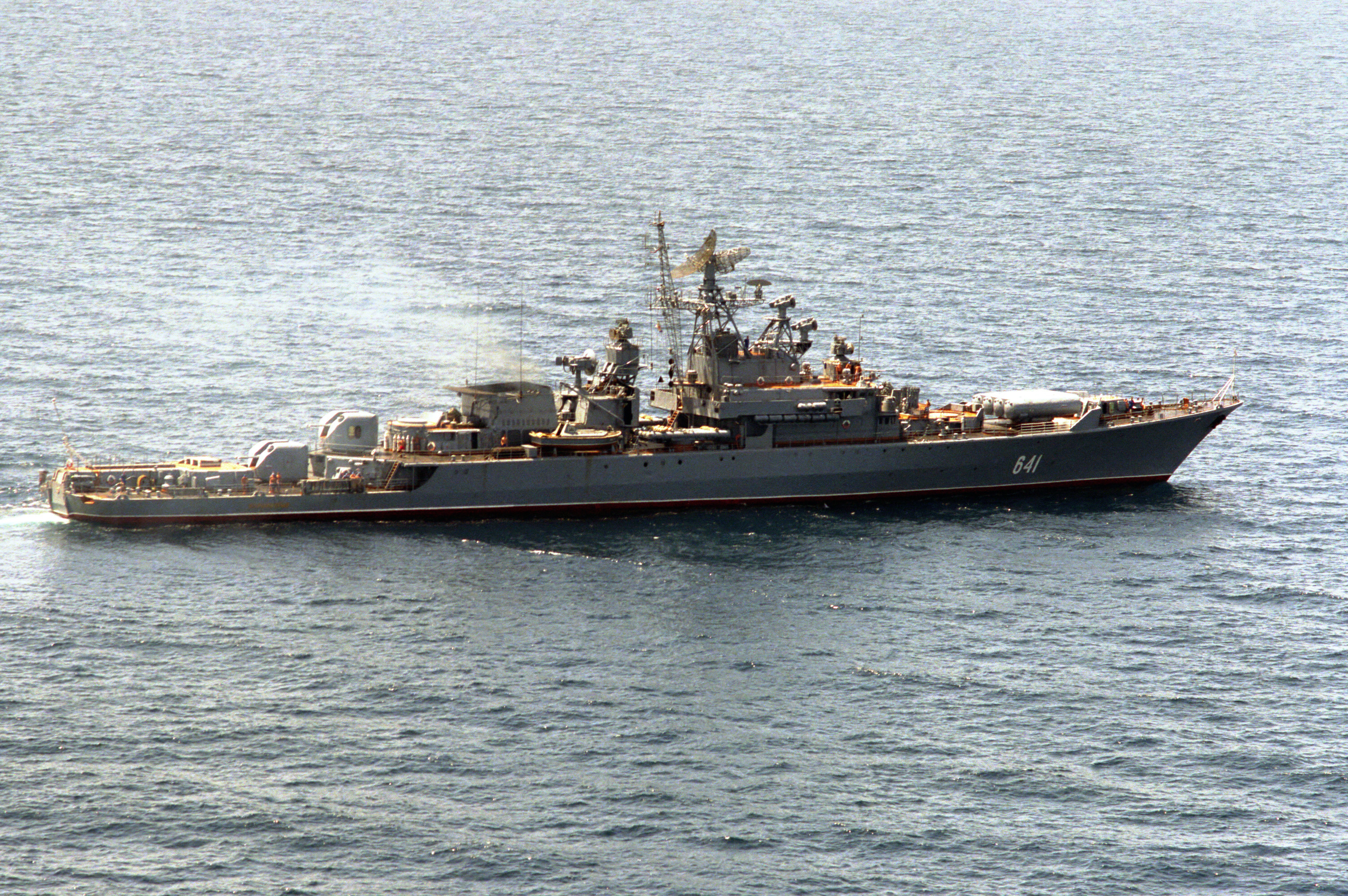
21番艦「ポルィーヴィストィイ」。

クリヴァク-I型（Krivak-I class）は、 1135「ブレヴェースニク」型に対して用いられた NATO コードネーム。当初は大型対潜艦として設計された。1977年に警備艦へ類別を変更された。 1番艦「ブジーチェリヌイ」は1968年に起工し、1970年には進水して竣工した。その後1979年までに同型艦 21隻が建造され、そのうち 8隻が造船工場「ヤンターリ」、 7隻が造船工場「ザリーフ」、 6隻が A・A・ジュダーノフ記念造船工場で建造された。A・A・ジュダーノフ記念造船工場ではもう 1隻の建造も予定されていたが、中止されている。
全艦がソ連海軍へ引き渡され、ウクライナ海軍が 2隻を保有した以外は、すべてがロシア海軍に継承されている。しかし、ロシアの経済状況にあわせて退役が進み、2010年11月現在、現役の留まっているのは黒海艦隊所属の「ラードヌイ」のみである。

### 改クリヴァク-I

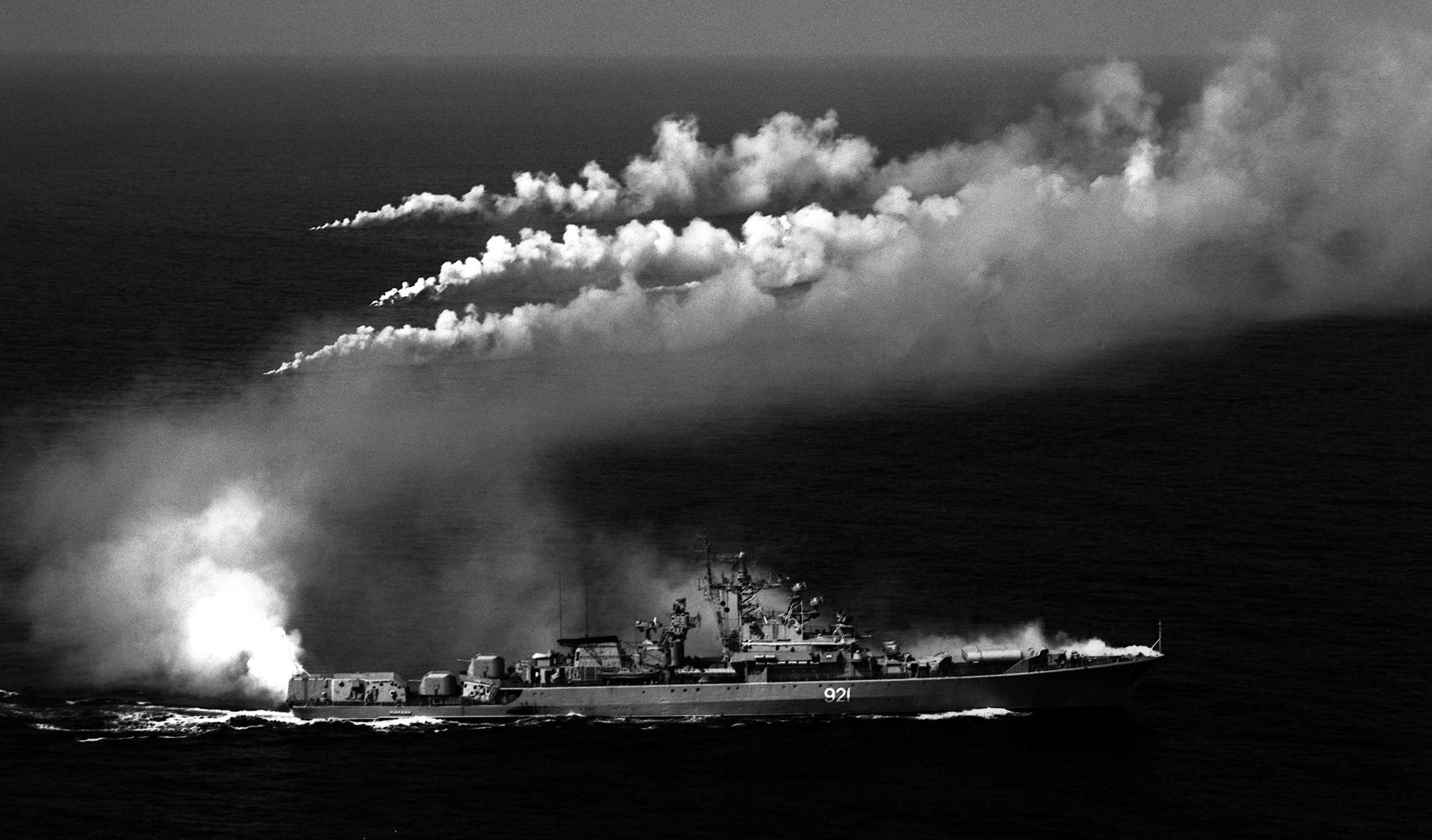
11353型の 1番艦「ジャールキイ」。

改クリヴァク-I型（Modified Krivak-I class）は、 11353型と 11352型に対して用いられた NATO コードネーム。 11352型だけを念頭に改クリヴァク-I型と呼んだり、改クリヴァク型（Modified Krivak class）、あるいはクリヴァク-IV型（Krivak-IV class）と呼ばれることもある。
1135型警備艦「ジャールキイ」は、11353号計画に基づき、ソナーを新しい統合システム（従って固定式と下垂式がセットになっている）であるMGK-365 「ズヴェズダー-M1」への換装を主眼とする改修を受け、「ズヴェズダー」の試験が行われた。この新型ソナーは、ソ連海軍の次世代型航洋警備艦である 11540型警備艦に採用されている。11353型への改修は1982年から1984年にかけてA・A・ジュダーノフ記念造船工場において施工された。排水量は、基準排水量で3,180tとなり、満載排水量では3,590tとなった。
その後、ソ連時代末期から1990年代初頭にかけて、1135型警備艦「レニングラーツキー・コムソモーレツ」（のち「リョーフキイ」）と「プイールキイ」が 11352型による改修を受けた。これは、レーダーをMR-760 「フレガート-MA」、ソナーを 11353型と同じMGK-365「ズヴェズダー-M1」に換装、対潜ロケット砲RBU-6000を廃止するかわりに艦橋前部に3M-24 「ウラーン」対艦ミサイル 4連装発射機 KT-184 を 2基搭載する近代化改修計画であった。しかし、実際には対艦ミサイル発射機は設置されておらず、搭載スペースが設けられているだけとなった。URPK-4「メチェーリ」はURK-5「ラストループ-B」に換装された。排水量は、基準排水量で3,330t となり、満載排水量では3,750tとなった。
改修工事は、「レニングラーツキー・コムソモーレツ」に対してはムルマンスクの第35船舶修理工場で1988年から1991年にかけて施工され、「プイールキー」に対しては1987年から1993年にかけて造船工場「ヤンターリ」で施工された。11352型は有望な計画であったので本来ならばより多くの艦に適用される予定であったが、ソ連崩壊により計画は縮小され、以降の計画は中止された。
バルチック艦隊所属の「プイールキー」は2010年代初頭まで現役であったが2012年には退役している。
クリヴァク-I型の一覧
| #  | 艦名                 | 造船所 | 艦隊     | 起工年 | 進水年 | 竣工年 | 備考                             |
| -- | -------------------- | ------ | -------- | ------ | ------ | ------ | -------------------------------- |
| 1  | ブジーテリヌイ       | SY190  | 北方     | -      | -      | 1970   | 退役                             |
| 2  | ボードルイ           | SY820  | バルト海 | -      | -      | 1971   | 退役                             |
| 3  | ドストーイヌイ       | SY190  | 北方     | -      | -      | 1971   | 退役                             |
| 4  | スヴィレープイ       | SY820  | バルト海 | -      | -      | 1972   | 退役                             |
| 5  | シーリヌイ           | SY532  | バルト海 | -      | -      | 1973   | 退役                             |
| 6  | ドーブレスヌイ       | SY532  | 北方     | -      | -      | 1973   | 退役                             |
| 7  | ストロジェヴォイ     | SY190  | バルト海 | -      | -      | 1973   | 退役                             |
| 8  | ラーズヤシチイ       | SY532  | 太平洋   | -      | -      | 1974   | 退役                             |
| 9  | ラズームヌイ         | SY190  | 太平洋   | -      | -      | 1974   | 退役                             |
| 10 | ドルージヌイ         | SY190  | バルト海 | -      | -      | 1975   | 退役                             |
| 11 | ジャールキイ         | SY190  | 北方     | -      | -      | 1975   | 11353型へ改修、退役              |
| 12 | デーヤテリヌイ       | SY190  | 黒海     | -      | -      | 1975   | 退役                             |
| 13 | レチーヴイ           | SY190  | 太平洋   | -      | -      | 1976   | 退役                             |
| 14 | リョーフキイ         |        | 北方     | -      | -      | 1977   | 11352型へ改修、退役              |
| 15 | ベザヴェートヌイ     | SY820  | 黒海     | -      | -      | 1977   | ウクライナへ移籍 Dnipropetrovs'k |
| 16 | レトゥーチイ         |        | 太平洋   | -      | -      | 1978   | 11352型へ改修、退役              |
| 17 | プイールキイ         |        | バルト海 | -      | -      | 1978   | 11352型へ改修、2012年退役        |
| 18 | ザドールヌイ         | SY190  | バルト海 | -      | -      | 1979   | 退役                             |
| 19 | ベズコリーズネンヌイ | SY532  | 黒海     | -      | -      | 1979   | 97年ウクライナへ移籍 Mykolaijv   |
| 20 | ラードヌイ           | SY532  | 黒海     | -      | -      | 1980   | -                                |
| 21 | ポルイーヴィストイ   | SY190  | 太平洋   | -      | -      | 1981   | 95年博物館に                     |

## クリヴァク-II
クリヴァク-II型（Krivak-II class）は、 1135-M「ブレヴェースニク-M」型に対して用いられた NATO コードネーム。当初は大型対潜艦として設計された。1977年に警備艦へ類別を変更された。 1番艦「レーズヴィイ」は1973年に起工し、1975年に進水・竣工した。1981年までのあいだに同型艦 11隻が建造され、すべて造船工場「ヤンターリ」で建造された。
主砲が AK-726 76mm 連装砲 2基からAK-100 100mm 単装砲 2基に変更されている。また、船尾にはヘリコプターのための発着艦スペースが設けられている。これにより、対潜ヘリコプターが限定的ながらも運用できるようになり、より広範囲の潜水艦を捜索・攻撃できるようになった。可変深度ソナーは、1135型で搭載されMG-325 「ヴェガ」から、より新しいMG-329 「ブローンザ」へ変更されている。 4番艦「グロジャーシチイ」からは、固定式ソナーも改良型のMG-332T チタン2Tに変更された。また、同艦から「ラストループ-B」が標準仕様とされた。ガスタービン主機も、改良型のM-7N.1に変更された。機雷は搭載できなくなっている。
全艦がソ連海軍へ引き渡され、ウクライナ海軍が 1隻を保有した以外は、すべてがロシア海軍に継承されている。ウクライナ海軍はその1隻、「セヴァストーポリ」に対してレーダー等の電子装備を換装する近代化改修計画を持っていた。しかし、経済状況に起因する資金難により工事途中で中止を余儀なくされ、売却されて解体された。2010年11月現在、現役の留まっているのはロシア海軍・黒海艦隊所属の「プィトリーヴィイ」のみである。

## クリヴァク-III

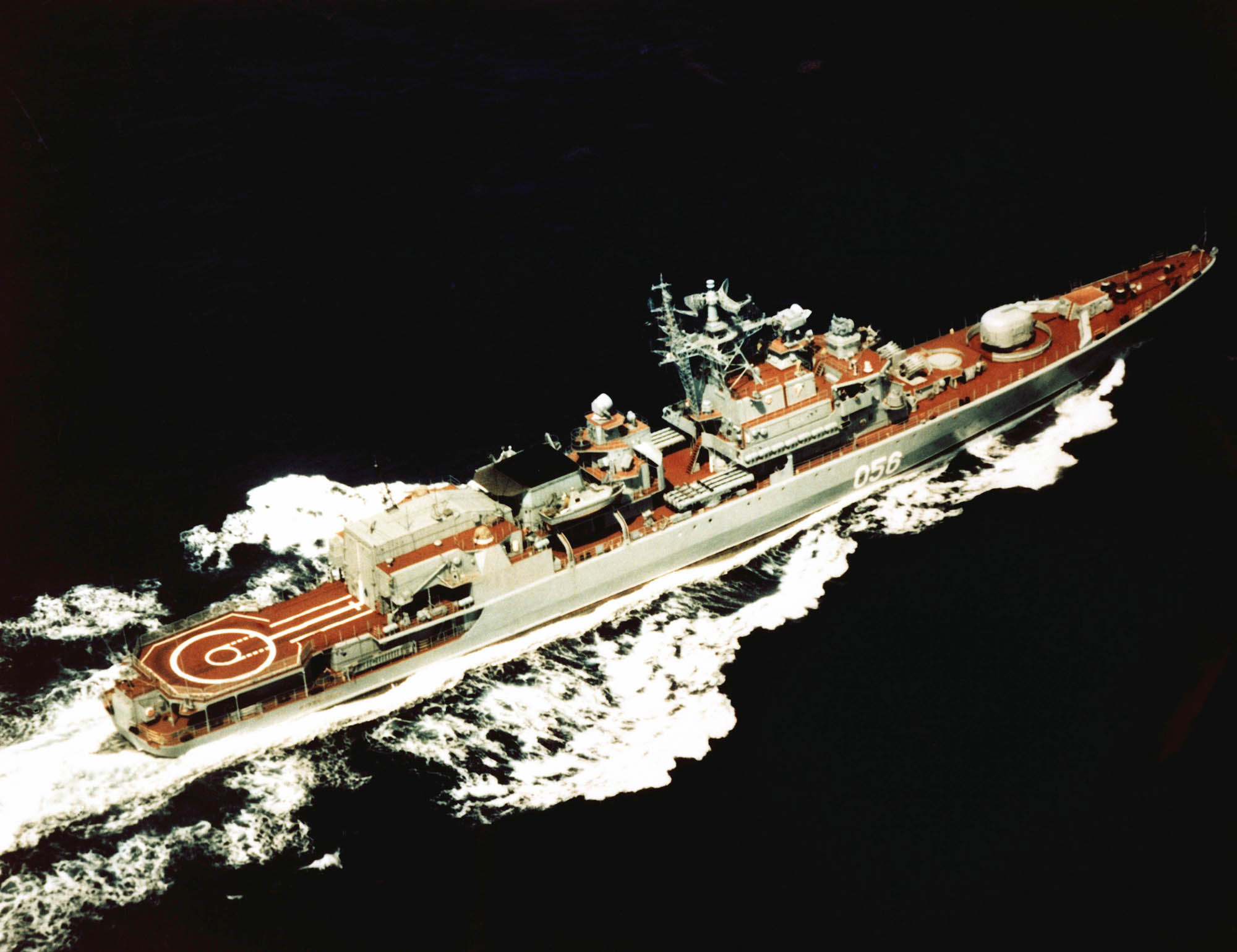
1番艦「メンジンスキイ」。

クリヴァク-III型（Krivak-III class）は、 11351「ネレーイ」型に対して用いられた NATO コードネーム。
レーダー等電子装備の変更された 3番艦「イーメニ XXVII スエーズダ KPSS」以降は、11355型と呼ばれることがある。海軍用ではなく、ソ連国家保安委員会（KGB）の海上国境警備隊向けに設計された国境警備艦。 1番艦の「メンジンスキー」は1981年に起工し、1982年に進水、1983年に竣工した。全艦がケルチの造船工場「ザリーフ」で建造された。
船尾には従来の飛行甲板を拡大してそれに加えてヘリコプター格納庫を設け、クリヴァク・シリーズで初めてヘリコプターの常駐能力を獲得した。艦載機は基本的には捜索救難ヘリコプターのKa-27PSの搭載を前提としているが、対潜用の Ka-27PL や Ka-29 の運用も可能である。船首の対潜ミサイル・システムを廃止してAK-100 100mm 単装砲を移設、AK-630M 30mm CIWSを搭載するなど、それまでのクリヴァク-I型及び II型とは艦容が一新している。ソナーは近代化され、新しいMGK-335S 「プラーチナ-S」とMG-345「ブローンザ」が搭載された。後期型では、レーダーもMR-310A「アンガラー-A」から当時最新型のMR-760 「フレガート-MA」に変更された。戦術情報処理装置は、従来の「プランシェート」にかえて新しい「サプフィール」が搭載された。搭載する「オサー-MA2」個艦防空ミサイル・システムは、副次的に対艦攻撃能力を持っているなど、対潜ミサイルを持たないものの、巡視船としては非常に強力な装備を持っている。攻撃力は海軍の小型対潜艦並み、ソナー性能ではこれを上回っており、有事の際には海軍を補完する戦力として運用されるものと見られていた。

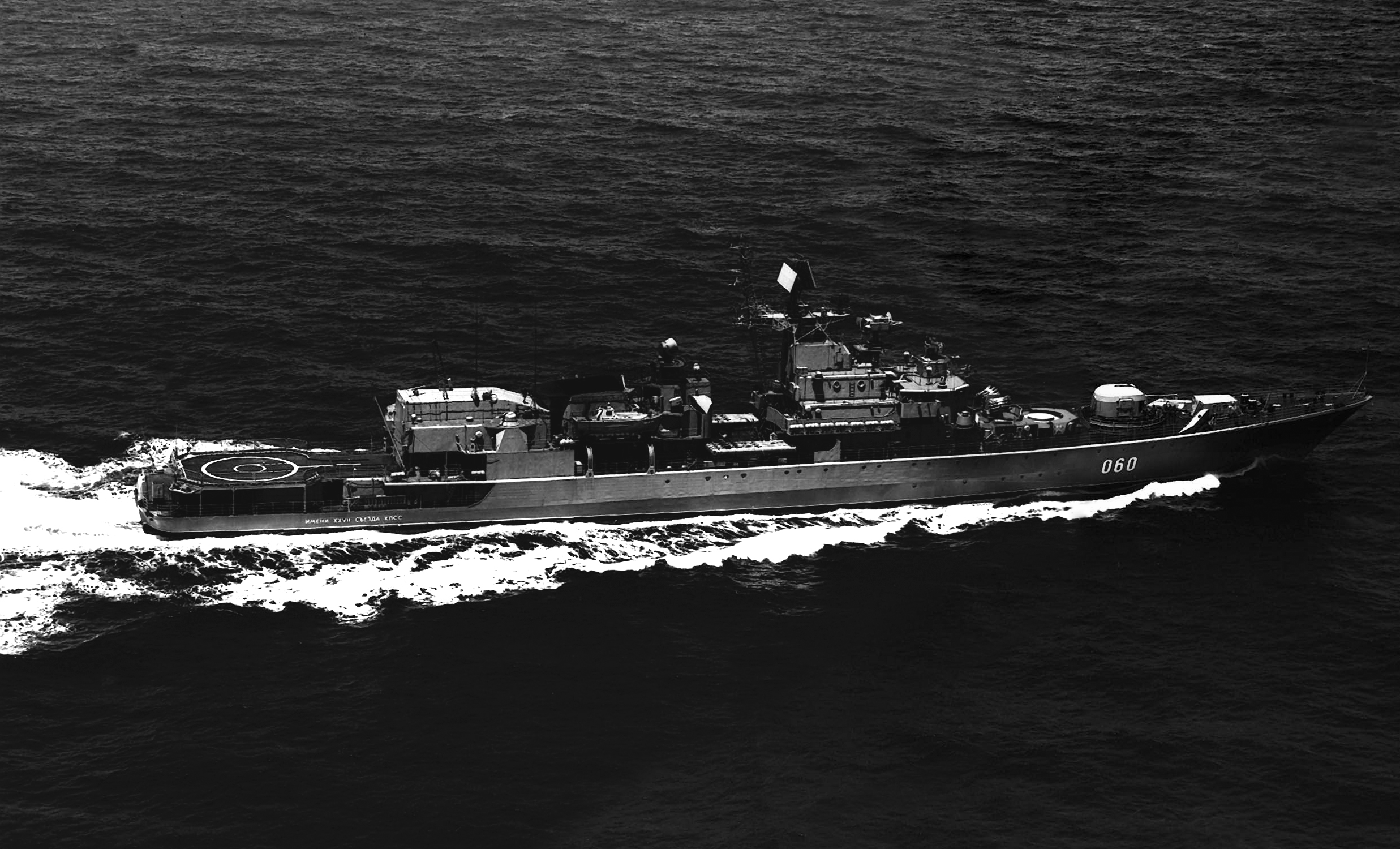
後期型となる 3番艦「第17回ソ連共産党大会記念（イーメニ XXVII スエーズダ KPSS）」。

ソ連時代に竣工した 7隻は極東へ回航され、ペトロパヴロフスク＝カムチャツキイに基地を置く配備された。 7番艦「ヴォローフスキイ」は、1990年に竣工した。8番艦と9番艦はソ連崩壊をはさんでウクライナによって建造が継続され、8番艦は1993年に竣工した。極東の 7隻は、ソ連崩壊後はロシア連邦の国境軍海上部に在籍している。西側では、しばしば誤って太平洋艦隊所属の艦艇としてカウントされていた。
クリヴァク-III型は艦齢が比較的新しく、国境警備艦としての性能も申し分のないものであったが、ロシアでは経済状況の悪化により次第に退役を余儀なくされた。2010年11月現在で、ロシアには 3隻のクリヴァク-III型が残っている。ウクライナでは 8番艦「ヘーチマン・サハイダーチヌイ」は完成してウクライナ海軍の旗艦の位置を占めているが、 9番艦「ヘーチマン・ヴィシュネヴェーツィクィイ」はやはり経済的事情が原因となって竣工できず、船台上で解体された。クリヴァク-III型は軍艦としてはそれほど強力な艦ではないが、ウクライナ海軍の任務が事実上平時の警備任務に留まっているので、その能力は十分なものとみなされている。ウクライナ海軍にとっては新しいヘリコプター搭載戦闘艦が配備されるまでは「ヘーチマン・サハイダーチュヌィイ」がヘリコプターが常駐できる唯一の戦闘艦となっており、ヘリコプターを搭載できない対潜コルベットと比べて運用の柔軟性が高いので、 NATO 諸国などとの合同演習にしばしば参加させている。ウクライナ海軍航空隊は、「ヘーチマン・サハイダーチュヌィイ」には専らKa-27PSを搭載させている。特にソマリア沖の海賊への対処が念頭に置かれるようになってからは、対潜用のヘリコプターよりも捜索救難用のヘリコプターの方が任務に適していると考えられるようになっており、 NATO との合同演習でも海賊対策を念頭に置いたKa-27PSの訓練が行われている。

### 改クリヴァク-III

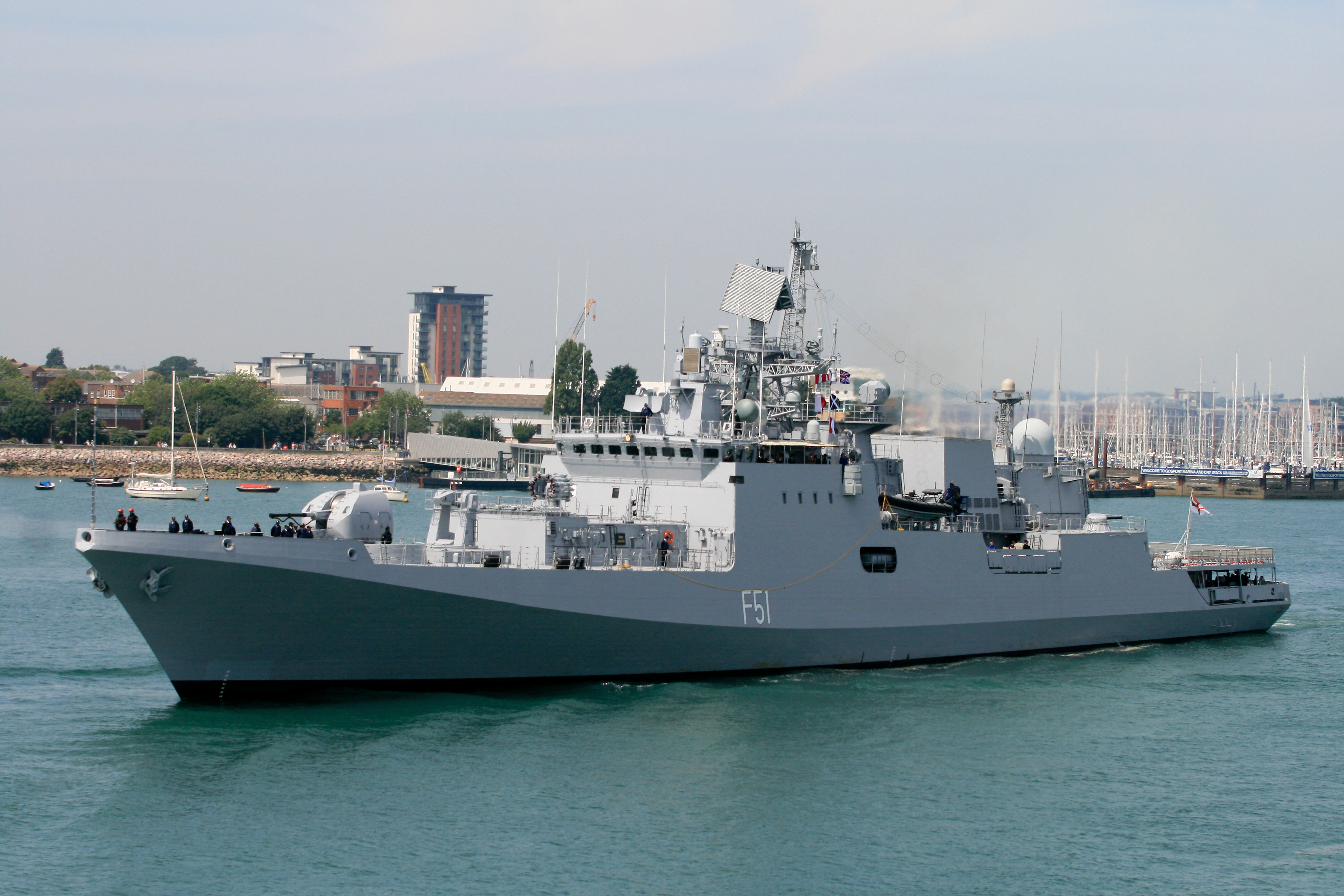
6番艦「トリカンド」。

改クリヴァク-III型（Modified Krivak-I class）は、 11356型に対して用いられた NATO コードネーム。クリヴァク-III型（Krivak-III class）とも呼ばれることがある。
11356型は、 11351型を元に3M-24 「ウラン」艦対艦ミサイルと3K95 「キンジャール」個艦防空ミサイル、AK-630M1-2 「ローイ」CIWS、そしてヘリコプターを搭載する次世代型警備艦として開発されたがロシア海軍に採用されなかったため、輸出用に開発が進められた。インド海軍が採用している。基本的には III型がベースとなっているが、上部構造物がステルスデザインになり、兵装も全面的に変更されてそれまでのクリヴァク・シリーズとはまったく違う艦になっている。
対艦ミサイル・システムは 3S-14E 「クラブ-N」対艦ミサイル垂直発射機（VLS）、対空兵装は3S-90E 「シュチーリ」艦対空ミサイル単装発射機や「カシュターン」複合CIWS、 9K-310 「イグラ-1」、艦砲は 100mm 単装砲 A-190E、対潜兵装は RBU-6000 は 1基となったが対潜ミサイルを運用できる RPK-8E となり、対潜魚雷と対艦魚雷が運用できる 533mm 連装魚雷発射管 DTA-53-956 も搭載された。それぞれの兵器を制御するための射撃管制装置も一新された。
電子装備も更新された。共用捜索レーダーは新しい「フレガート-M2EM」が採用され、「カシュターン」のための共用捜索・目標照準レーダーとして ZTsU-25E 「ガルプーン-B」、航法レーダーは MR-212/201-1 「ナヤーダ」と「ブリッジ＝マスター」、それに「ニュークリアス-2 6000A」が搭載された。電子戦装置としてはASORが搭載された。ソナーは、固定式の「HUMSA」と可変深度ソナーの SSSN-137 が搭載された。指揮管制システムは、「サプフィール」にかえて新しい戦闘情報管制システム「トレーボヴァニエ-M」が採用された。なお、主機関のガスタービン・ユニット M-7N.1E はウクライナ製である。
1番艦の「ドゾールヌイ」は1999年にバルト工場にて起工、2000年に進水、2002年に竣工してロシア海軍・バルト艦隊へ配備された。2003年にはインド海軍へ引き渡され、「タルワー」と改名された。
11356型はスクリュー音の騒音が大きな欠点として挙げられたが、運用実績が比較的よかったので、2007年にインド海軍は当初の3隻に加えて追加の3隻も発注した。そこでは、一部に設計変更が加えられた。具体的には、対艦ミサイル・システム「クラブ-N」に替えてロシアとインドが共同開発した対艦ミサイル・システム PJ-10 「ブラモス」が搭載された。使い勝手が悪く運用経費も嵩む複合CIWSである「カシュタン」は廃止され、従来どおりのAK-630Mに変更された。これらは、2012年から2013年にかけて就役した。
また、2006年にはアルジェリアと「セーヴェルナヤ・ヴェールフィ」とのあいだで 11356型の建造に関する交渉が行われた。
2010年10月にはロシア海軍は黒海艦隊向けに準同型艦 3隻を発注し、2020年までに 6隻を配備する計画を発表している。設計番号は11356ないし11356-Mとされており、「ヤンターリ」造船工場が他企業を抑えて受注を勝ち取った。同じ工場で並行して建造中のインド向けの 11356型第2シリーズに準じた設計になるものと推測されているが、具体的な仕様については海軍からは公表されていない。類別については、少なくとも発表段階では警備艦ではなくフリゲート（фрегат）とされている。 1番艦の「アドミラル・グリゴロヴィチ」は2010年12月18日に「ヤンターリ」造船工場で起工した。 1番艦は2013年に配備される予定で、それ以降、毎年 1隻ずつ建造される計画であったが、就役は2016年に遅延した。
2010年11月には、インド海軍がさらに3隻の11356-M型警備艦の建造を契約する見込みが残されていると報じられていたが、2017年にはロシア軍向けの11356-M型6隻のうち2隻とインドで建造される2隻を合計した4隻を取得することとなった。

## 発展型

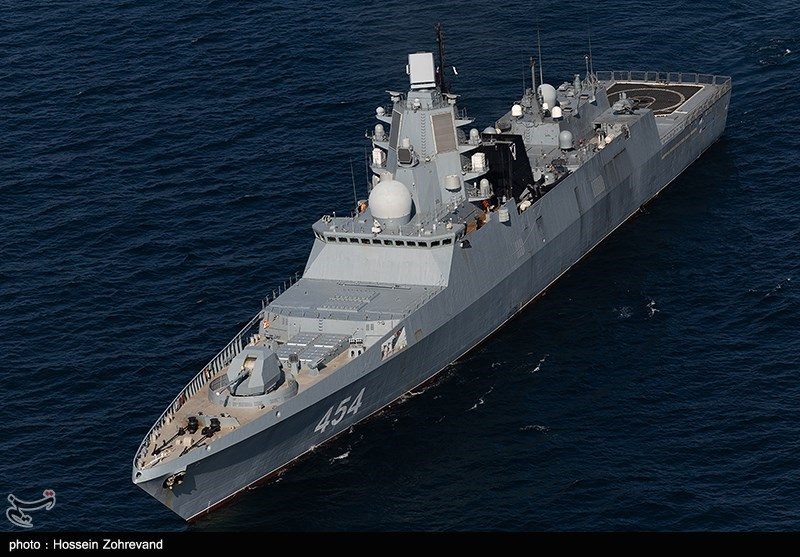
22350型フリゲート

ソ連やロシアでは1135型の船体設計は高く評価されており、フリゲート級の艦船の設計におけるひとつの古典となった。クリヴァクというNATO コードネームは用いられないが、ロシア海軍の「アドミラール・フロータ・ソヴェーツコヴォ・ソユーザ・ゴルシコフ」級（22350型）は、改クリヴァク-IV型に基づいた発展型である。 22350型については、インド海軍では 17-A型フリゲートの設計に昇華されており、またアルジェリア海軍が興味を示している。22350型をロシア以外の国が導入するとすれば、輸出仕様の22356型フリゲートになる可能性がある。

## 配備

### 建造

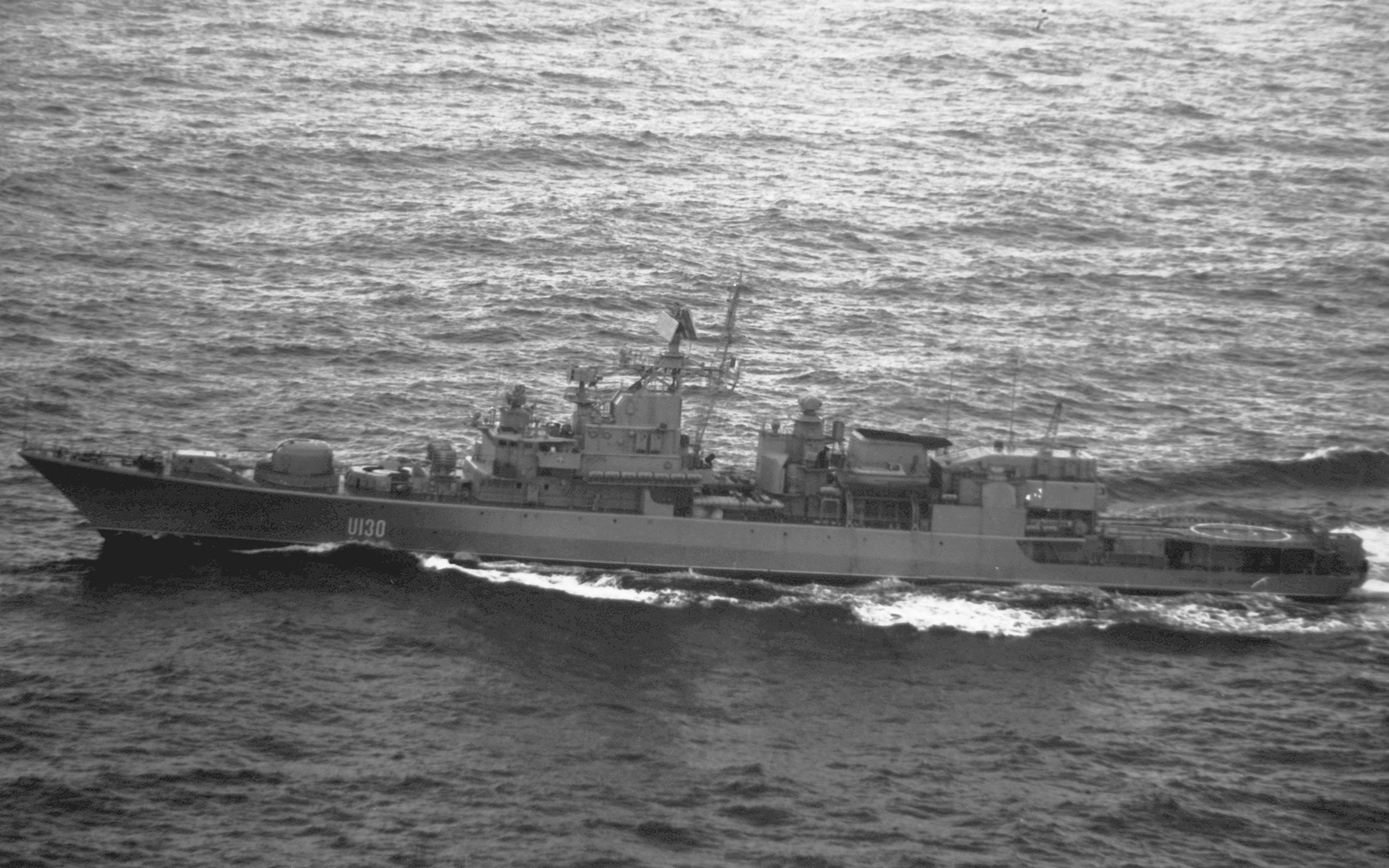
ウクライナ海軍の 11351型フリゲート「ヘーチマン・サハイダーチュヌィイ」。

本型を建造した造船所は数ヶ所にわたり、リードヤードはロシア・ソビエト連邦社会主義共和国（現ロシア連邦）・カリーニングラード市の沿バルト海造船工場「ヤンターリ」（第820海軍工廠）であるが、この他、レニングラード市（現サンクトペテルブルク）の A・A・ジュダーノフ記念造船工場(現セーヴェルナヤ・ヴェールフィ、第190海軍工廠）、ウクライナ・ソビエト社会主義共和国（現ウクライナ）・ケルチ市の B・Ye・ブートマ記念造船工場「ザリーフ」（カミシュ・ブルン造船工場、第532海軍工廠）でも建造された。海上国境警備隊ならびにウクライナ海軍向けの III型は、全艦が造船工場「ザリーフ」で建造された。インドに輸出された改 III型のうち、最初の 3隻はサンクトペテルブルク市のバルチック造船所（旧オルジョニキーゼ工廠、第189海軍工廠）で建造され、追加の 3隻は造船工場「ヤンターリ」で建造されている。

### 運用
ソ連海軍のクリヴァク型は中東戦争に関連する軍事任務遂行のため、幾度も地中海へ派遣されている。
インド海軍とロシア海軍のクリヴァク型は、ソマリア沖の海賊に対処するために派遣されている。ウクライナ海軍のクリヴァク型は2010年度現在、この任務には派遣されたことがない。
また、ソ連海軍のクリヴァク型は 2度、以下のような歴史に残る事件に主体的に関与している。

#### 「ストロジェヴォーイ」の蜂起
最初の事件は、1975年11月にバルト艦隊所属の大型対潜艦ストロジェヴォーイにおいて発生した蜂起事件である。ソ連海軍は、艦隊と航空部隊を投入してこれを鎮圧、首謀者らは逮捕され、主犯格のヴァレリー・サブリン3等佐官は国家反逆罪で翌年銃殺された。「ストロジェヴォーイ」の乗員グループも解散され、新しい乗員に入れ替えられている。ロシアでは、この事件がトム・クランシーの小説「レッド・オクトーバーを追え」の元ネタになったと言われている。

#### 黒海における米ソ艦船の衝突事件
二度目の大事件は、国際問題になった。1988年、重要軍事施設が多数存在するため、軍艦を進入させないようソ連が要請していた黒海沿岸 12海里の海域に、アメリカ合衆国はあえて第6艦隊所属のタイコンデロガ級ミサイル巡洋艦「ヨークタウン」とスプルーアンス級駆逐艦「カロン (駆逐艦)」を侵入させ、沿岸施設や艦船に対する電波偵察を実施した。これに対し、黒海艦隊は国境警備艦「イズマイール」と捜索救難艦「ヤマール」に両アメリカ海軍艦を監視させると共に、警備艦「ベズザヴェートヌイ」ならびに「SKR-6」に対し、警告を無視してソ連領海へ侵入しようとしているアメリカ海軍艦へのスクランブルを命じた。
これを受け出動した2隻の警備艦は、2月12日、ヤルタとフォロースのあいだの海域においてアメリカ海軍艦を捕捉した。午前9時45分、「ベズザヴェートヌイ」は「ヨークタウン」に対し、領海侵犯することになる現在の進路を変更するよう要請する最初の信号を発信したが、「ヨークタウン」は返答しなかった。「ベズザヴェートヌイ」は艦隊参謀長の指示に従い、ソ連の法律に基づき侵入が禁止されている海域への侵入進路を取っていることを知らせ、進路を変更するよう要請する無線を「ヨークタウン」へ再度送った。10時15分、「ヨークタウン」は自艦は何も侵害しておらず、国際法に基づいて行動しているという返信を送った。これに対し、黒海艦隊司令官 M・N・フロノプーロ海軍大将は「ベズザヴェートヌイ」を通じ、「ヨークタウン」が領海侵犯を行った場合、体当たりによってこれを領海外へ押し戻すという通告を行った。同時に、「ヤマール」に対し体当たりに備えるよう指令を下した。しかし、「ヤマール」は分厚い船殻を持ち砕氷能力もある頑丈な元木材運搬船で体当たりには最適の船であったが、速力が 15knしかなく、アメリカ海軍の軍艦に追いつくことができなかった。結局、「ヤマール」はこれ以降の機動に付いて行くことができず、体当たりの重責は警備艦に託されることになった。

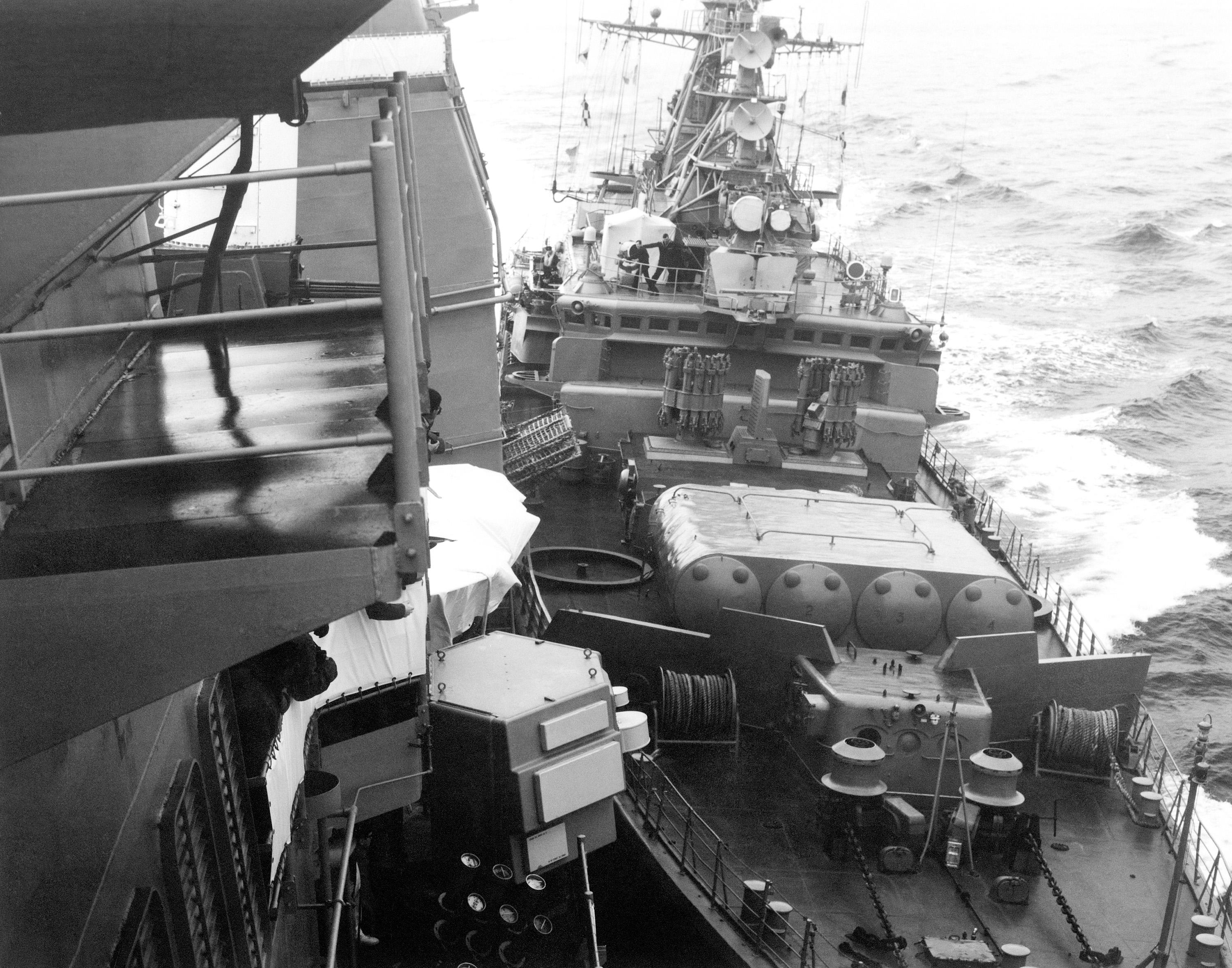
アメリカ海軍のミサイル巡洋艦「ヨークタウン」に体当たりする警備艦「ベズザヴェートヌイ」。

10時45分、「ヨークタウン」は手旗信号を用い、無害通航の権利を行使し、進路は変更しないと通告した。その瞬間、「ヨークタウン」はソ連領海の境を越えて侵入し、「カロン」もこれに続いた。「イズマイール」は、ソ連領海を侵犯しているという警告を発した。「SKR-6」は「カロン」の航跡を追尾し、「カロン」は体当たりを交わそうと増速した。「ベズザヴェートヌイ」は「ヨークタウン」の左舷に並んだ。ソ連艦はただちにソ連領海を去るようアメリカ海軍艦に警告を発した。しかし、アメリカ海軍艦は進路を変えずにクリミア半島沿岸を進み続けた。
10時56分、「カロン」の乗員は 150m 後方に位置していた「SKR-6」が決定的な機動を取ったことに気付いた。そして、接近してはならないという警告を慌てて発した。さらに「ベズザヴェートヌイ」は「ヨークタウン」に 50m ほどにまで接近して最後の警告を発したが、「ヨークタウン」の返答は否定的であった。ソ連の両警備艦は急速に速度を上げ、体当たりを決行した。11時2分、「ベズザヴェートヌイ」は「ヨークタウン」の左舷に接触、実弾が装填されていた対艦ミサイル発射装置を破壊した。「SKR-6」は「カロン」の船尾左舷に接触、搭載艇を破壊した。
フロノプーロ司令官は両警備艦に一旦距離を取って退去警告を発し、さらなる体当たりに備えるよう指令を出した。両警備艦はこれに従った。アメリカ海軍艦はこれ以上のリスクを犯すのを避け、ソ連領海から退去した。
このような事件は、中東戦争に関連して米ソ両艦隊が地中海に常駐していた時期にも発生しなかった大事件であった。小型艦船が自艦よりはるかに大型の艦船に体当たりするのは、相手が損傷する以上に自らの船が沈没するおそれのある非常に危険な行為であるが、ソ連海軍の艦船乗員は巧みな操艦技術を発揮し、 4隻とも損傷を負っただけで沈没した艦はなかった。また、人的損害も出なかった。

### 評価
1135型と1135-M型はソ連海軍における第2世代の大型対潜艦に数えられているが、この時代の大型対潜艦の最大の欠点である対艦攻撃能力の低さは、両設計にも共通していた。その欠点を補うため、これらは運用中に対潜専用「メチェーリ」を対艦兼用の「ラストループ」に換装された。「対艦ミサイルを搭載しない」という説明がなされることが多いが、これは誤りで、「対艦専用のミサイルを搭載しない」だけであり、「ラストループ」は勿論、個艦防空ミサイル・システムにも対水上射撃能力が付与されていた。ただし、これらは第一級の対艦（専用）ミサイルと比べれば射程や破壊力の点で見劣りがする。1980年代には近代化改修計画が提案されたが、資金と資材の不足が原因で計画は頓挫した。
11351型は海上警備用の艦船であったが、対艦・対潜ミサイルの欠如を除けば、軍艦並みの強力な装備を有していた。しかし、その高度な設備は経済状況の悪化を受け艦の寿命を縮めた。
11356型は「前世代艦の焼き直し」というイメージも原因となってソ連海軍に採用されなかったが、輸出には成功した。性能は悪くなく価格もそれ以降のフリゲートより安価であったので、ロシア海軍からも発注を受けることになった。
ソ連海軍の主要水上戦闘艦として最大規模の勢力を持ったクリヴァク・シリーズであったが、 11356型が次の主力に選ばれなかったことから、一旦はその使命を終えたと見られていた。その後継艦としては、本来は沿岸用の警備艦として開発の始まった 11540型が選定された。この艦は元は小型対潜艦であり、その後大型化したため 3等警備艦を補完・代替するような簡素な警備艦として発案されたものの開発の過程でさらに大型化し、航洋型の 2等警備艦になったのである。この時期には同様の沿岸用警備艦がいくつか開発されているが、いずれも開発の過程で装備品の増加によって艦の規模が肥大し、大型化・複雑化した結果、開発期間の遅延と価格の高騰を招き、量産化に失敗している。 11540型もまた、ソ連崩壊とその後のロシア連邦の不況のために配備が進まないまま旧式化した。そして、景気の持ち直しとともに次の主力警備艦シリーズとして選ばれたのは、設計を現代化した重軽 2種からなるクリヴァク・シリーズの発展型であった。

## 要目
|          | クリヴァク-I型 1135「ブレヴェースニク」型                                     | クリヴァク-II型 1135-M「ブレヴェースニク-M」型                                | クリヴァク-III型 11351「ネレーイ」型              | 改クリヴァク-III型 11356型                         |
| -------- | ----------------------------------------------------------------------------- | ----------------------------------------------------------------------------- | ------------------------------------------------- | -------------------------------------------------- |
| 排水量   | 基準 3,300 t 満載 3,575 t                                                     | 基準 3,300 t 満載 3,575 t                                                     | 3,700 t                                           | 4,035 t                                            |
| 全長     | 123.5 m                                                                       | 123.5 m                                                                       | 123.0 m                                           | 124.8 m                                            |
| 全幅     | 14.1 m                                                                        | 14.1 m                                                                        | 14.0 m                                            | 15.2 m                                             |
| 吃水     | 4.6m                                                                          | 4.6m                                                                          | 4.7m                                              | 4.5m                                               |
| 機関     | COGAG方式、 2軸推進                                                           | COGAG方式、 2軸推進                                                           | COGAG方式、 2軸推進                               | COGAG方式、 2軸推進                                |
| 機関     | M-62 ガスタービン ×2基（計12,000shp）                                         | M-62 ガスタービン ×2基（計12,000shp）                                         | M-62 ガスタービン ×2基（計12,000shp）             | DS-71ガスタービン ×2基（計18,000shp）              |
| 機関     | M-8K ガスタービン ×2基（36,000shp）                                           | M-8K ガスタービン ×2基（36,000shp）                                           | M-8K ガスタービン ×2基（36,000shp）               | DT-59 ガスタービン ×2基（39,000shp）               |
| 速力     | 32kt                                                                          | 32kt                                                                          | 32kt                                              | 32kt                                               |
| 航続距離 | 4,000nmi / 14kn（26km/h）                                                     | 4,000nmi / 14kn（26km/h）                                                     | 3,900 nmi/14 kn                                   | 4,850 nmi/18 kn                                    |
| 乗員     | 192名                                                                         | 192名                                                                         | 198 名                                            | 180名                                              |
| 武装     | AK-726 76mm連装両用砲×2基                                                     | AK-100 100mm単装両用砲×2基                                                    | AK-100 100mm単装両用砲×1基                        | A-190E 100mm単装砲×1基                             |
| 武装     |                                                                               |                                                                               | AK-630M 30 mm6砲身機関砲×2基                      | カシュターン (CADS-N-1) CIWS×2基                   |
| 武装     | ZiF-122 ミサイル連装発射機×1基 （9M33短SAM×20発）                             | ZiF-122 ミサイル連装発射機×1基 （9M33短SAM×20発）                             | ZiF-122 ミサイル連装発射機×1基 （9M33短SAM×20発） | 3S90ミサイル単装発射機×1基 (9M38M2SAM×24発)        |
| 武装     | KT-M-1135 ミサイル4連装発射機×1基 （URPK-3対潜ミサイル・システム）            | KT-M-1135 ミサイル4連装発射機×1基 （URPK-3対潜ミサイル・システム）            |                                                   | 3M-54 クラブN (SS-N-27) SSM 8連装VLS×1基           |
| 武装     | RBU-6000対潜ロケット砲×2基                                                    | RBU-6000対潜ロケット砲×2基                                                    | RBU-6000対潜ロケット砲×2基                        | RBU-6000×1基                                       |
| 武装     | ChTA-53-1135 533mm 4連装魚雷発射管×2基                                        | ChTA-53-1135 533mm 4連装魚雷発射管×2基                                        | UTA-53-1135 533 mm4連装魚雷発射管×2基             | 533mm 連装魚雷発射管×2基                           |
| 武装     | 機雷投下軌条                                                                  |                                                                               |                                                   |                                                    |
| C4I      | 「プランシェート-35」戦術情報処理装置                                         | 「プランシェート-35」戦術情報処理装置                                         | サプフィール戦術情報処理装置                      | トレーボヴァニェ-M 戦術情報処理装置                |
| レーダー | MR-310A 「アンガラー-A」対空・対水上捜索レーダー                              | MR-310A 「アンガラー-A」対空・対水上捜索レーダー                              | MR-760「フレガートMA」3次元レーダー               | MR-760「フレガートMA」3次元レーダー                |
| レーダー | 航法レーダー MGR-310U 「ヴォルガ」、「ドン-2」 一部で MR-212 「ヴァイガーチ」 | 航法レーダー MGR-310U 「ヴォルガ」、「ドン-2」 一部で MR-212 「ヴァイガーチ」 | MR-212 「ヴァイガーチ」                           | 3Ts-25E ガルプン-B 長距離対水上レーダー            |
| レーダー | CIWS レーダー「ムソーン」                                                     | CIWS レーダー「ムソーン」                                                     | MPZ-301「バーザ」                                 | MR-352ポジティヴE 低空警戒/対水上/射撃指揮レーダー |
| レーダー | CIWS レーダー MR-105 「トゥレーリ」                                           | CIWS レーダー MR-105 「トゥレーリ」                                           | MR-123「ヴィーンペル」                            |                                                    |
| レーダー | CIWS レーダー 4R-33                                                           |                                                                               |                                                   |                                                    |
| ソナー   | MG-332 チターン-2                                                             | MG-332T チターン-2T」                                                         | MGK-335S プラーチナ-S                             | BEL APSOH                                          |
| ソナー   | MG-325 ヴェーガ可変深度ソナー                                                 | MG-329 ブローンザ 可変深度ソナー                                              | MG-345 ブローンザ 可変深度ソナー                  | SSN-137 可変深度ソナー                             |